# Monte Thor
Il monte Thor, ufficialmente Thor Peak, è una montagna situata all'interno dell'Auyuittuq National Park, sull'isola di Baffin, nel territorio del Nunavut in Canada.
Ha un'altezza di 1675 metri e si trova a 46 km a nord-est di Pangnirtung. La caratteristica principale della montagna è quella di presentare la parete verticale più elevata del mondo, alta 1250 metri e con un'inclinazione media di 105° . Il monte fa parte della catena montuosa dei monti Baffin che a loro volta fanno parte della Cordigliera Artica. Il monte Thor venne scalato per la prima volta nel 1953 da una squadra dell'Arctic Institute of North America. I membri del team furono Hans Weber, J Rothlisberger e F. Schwarzenbach. Gli stessi uomini scalarono la Torre Nord del monte Asgard (anche questa per la prima volta).